# Cheilymenia gemella
Cheilymenia gemella är en svampart som tillhör divisionen sporsäcksvampar, och som först beskrevs av Petter Adolf Karsten, och fick sitt nu gällande namn av Jiří Moravec. Cheilymenia gemella ingår i släktet Cheilymenia, och familjen Pyronemataceae. Arten är reproducerande i Sverige.